# Versions DVD du Lac des cygnes
 (février 2025).
Motif : Objectif et raison d'être de la page étrange. Gros problème d'admissibilité. Gros problème de source. Gros problème de TI. La liste des DVD ne devrait-elle pas être simplifiée et ramenée sur l'article principal ?
- Archive Wikiwix
- Bing
- Cairn
- DuckDuckGo
- E. Universalis
- Gallica
- Google
- G. Books
- G. News
- G. Scholar
- Persée
- Qwant
- (zh) Baidu
- (ru) Yandex
- (wd) trouver des œuvres sur Wikidata

| 1. | Préciser le motif de la pose du bandeau. | Précisez le motif de la pose du bandeau en utilisant la syntaxe suivante : {{admissibilité à vérifier\|date=mars 2025\|motif=remplacez ce texte par le motif}}                                      |
| 2. | Informer les utilisateurs concernés.     | Pensez à avertir le créateur de l'article, par exemple, en insérant le code ci-dessous sur sa page de discussion : {{subst:avertissement admissibilité à vérifier\|Versions DVD du Lac des cygnes}} |

 (août 2019).
- Si vous ne connaissez pas le sujet, laissez ce bandeau (vous pouvez alors contacter les auteurs).
- Si vous supprimez le contenu mis en cause (vous pouvez préalablement contacter les auteurs),

argumentez précisément cette suppression dans la page de discussion
(un manque de référence n'est pas un argument ; une recherche réelle de référence doit avoir été effectuée, être formellement documentée).
 (février 2025).
Si vous disposez d'ouvrages ou d'articles de référence ou si vous connaissez des sites web de qualité traitant du thème abordé ici, merci de compléter l'article en donnant les références utiles à sa vérifiabilité et en les liant à la section « Notes et références ».
 (août 2019).
Pour les articles homonymes, voir Le Lac des cygnes (homonymie).
Il n'existe pas de version canonique du Lac des cygnes. Après quelques essais malheureux, la version Petipa-Ivanov voit le jour et sert de référence.

## Historique
Pour la première version, les librettistes sont Vladimir Begichev (intendant du Théâtre Bolchoï) et Vassili Geltser (danseur et régisseur du Ballet du Bolchoï). Ils basent leur livret sur une légende scandinave, Princesses cygnes, très populaire en Russie. La chorégraphie est confiée à Julius Wensel Reisinger, maître de ballet d’origine autrichienne. La première eut lieu le 20 février (4 mars) 1877 au Théâtre Bolchoï de Moscou. Le ballet fut un échec complet.
Au Bolchoï, l'œuvre fut reprise en 1880 dans une chorégraphie de Joseph Hansen. Alexandre Gorski crée une nouvelle version en 1901, ainsi que Michel Fokine en 1910. Trente ans plus tard, Messerer y ajoute des touches personnelles.
À Prague, en 1888, nouvelle version (du IIe acte seulement) par Augustin Berger, présentée en l'honneur et en présence de Tchaïkovski qui apprécie.
En 1894, pour un gala au Théâtre Mariinsky en l'honneur du compositeur mort l'année précédente, Lev Ivanov fait la chorégraphie du IIe acte avec succès. Cela conduit Ivan Vsevolojski, directeur du Théâtre Mariinsky, à proposer à Marius Petipa de monter le ballet en entier, mais Petipa, méfiant à la suite des échecs moscovites, préfère donner le travail à son assistant Lev Ivanov. Le livret sera réécrit et la partition revue par Modeste Tchaïkovski, frère du compositeur, la scénographie étant refaite par le colonel Andreyev.
La première représentation a lieu le 15 janvier (27 janvier) 1895 au Théâtre Mariinsky de Saint-Pétersbourg. C'est un grand succès :
- le divertissement du 1er acte et celui du 3e acte sont chorégraphiés par Marius Petipa (dont le « pas de deux du Cygne noir ») ;
- l'acte II et l'acte IV, ainsi que les danses hongroises et vénitiennes, sont de Lev Ivanov qui a mis le ballet en scène totalement.

À Saint-Pétersbourg, la danseuse russe Agrippina Vaganova, devenue professeure et directrice artistique, propose sa propre adaptation en 1932, suivie par celles de Fedor Lopoukhov (1945) et de Sergeyev (1950) qui sera aussi dansée par le Royal Ballet de Londres, avec des variations de Frederick Ashton et Ninette de Valois.
Après la Révolution bolchevique, l'art est au service d'une idéologie qui prône l'optimisme et il faut adapter un « happy end ». C'est Vladimir Bourmeister qui produira la version « politiquement correcte » pour le régime soviétique en 1953, en se basant sur la version de Fedor Lopoukhov (1945).
En 1964, Rudolf Noureev fait une relecture du Lac des cygnes à caractère psychanalytique, en collaboration avec Margot Fonteyn.
En 1984, il repense la chorégraphie du Lac des cygnes pour le Ballet de l'Opéra de Paris.
« Le Lac des cygnes de Noureev est devenu pour nous une référence », explique Charles Jude en 1997. « Pour ma part, je l'ai considéré dès le début comme la meilleure version, mais ce n'était pas le cas de tout le monde. En fait, Noureev a éliminé tout ce qui était démodé et donné un vrai rôle a chacun et pas seulement aux solistes. Son ballet est construit comme un rêve. Siegfried aime les lectures romantiques et pour échapper au mariage sans amour que veulent lui imposer sa mère et son précepteur il se réfugie dans un monde imaginaire. Il tombe éperdument amoureux d'Odette, une princesse qui vit près d'un lac enchanté et qui est l'image de sa femme idéale. Rothbart, le cruel magicien qui prend les traits du tuteur, l'a transformé en cygne. Elle ne reprend sa forme humaine que la nuit. Il ne faut pas voir dans la fin le triomphe du mal, mais la quête sans cesse renouvelée d'une perfection jamais atteinte »[réf. nécessaire].
En 1976, John Neumeier crée un ballet, Illusions – Like Swan Lake, inspiré par la vie de Louis II de Bavière et qui met en abyme le Lac des cygnes.
Matthew Bourne crée en 1995 sa version du Lac des cygnes et bouscule la tradition avec sa troupe d'hommes-cygnes.

## Version Noureev-Fonteyn (Vienne)
Une version classique chorégraphiée et dansée par Margot Fonteyn et Rudolf Noureev, enregistrée à Vienne en 1966 pour Philips. John Lanchberry dirige le Wiener Symphoniker et le Wiener Staatsopernballett. La chorégraphie est très proche de la version originale du Lac des cygnes due à Marius Petipa et Lev Ivanov. La mise en scène et le décor peuvent paraître désuets aujourd'hui mais cette version reste un monument par l'interprétation du couple mythique Fonteyn-Noureev. C'est le premier ballet à être gravé sur un DVD commercial.
- Première le 15 octobre 1977 au Wiener Staatsoper
- Décors et costumes de Nicholas Georgiadis
- Avec Margot Fonteyn et Rudolf Noureev - artistes invités.

Sur les 126 représentations que l'Opéra de Vienne donnera de cette production - entre 1964 et 1988 - Rudolf Noureev en dansera 51.
Le soir de la première à Vienne, il y eut 89 rappels. Cet évènement est entré dans le Livre des records.

## Version Noureev pour l'Opéra de Paris
Nouvelle version dont la Première a lieu le 20 décembre 1984 au Palais Garnier.
- Décors d'Ezio Frigerio - Costumes de Franca Squarciapino.
- Avec : Elisabeth Platel et Charles Jude, ainsi que Patrice Bart (le précepteur Wolfgang/ Rothbart) et Karin Averty, Yannick Stephant, Eric Vu-An (dans le pas de trois de l'Acte I). À l'acte III : dans la czardas : Karin Averty et Stéphane Prince ; la danse espagnole : Sylvie Clavier, Marie-Claude Pietragalla, Wilfried Romoli, Eric Vu-An; la danse napolitaine : Yannick Stephant et Jacques Namont.

Cette production a été redonnée en 1985 au Palais Garnier, en 1986 à Créteil, à Washington, à New York, en 1987 à Copenhague, en 1988 à nouveau à Garnier, ainsi qu'à New York et à Washington, en 1989 au Grand Palais pour la Danse en Révolution, et au Festival d'Athènes, en 1990 à Garnier, en 1991 à Bruxelles, en 1994 à l'Opéra Bastille, en 1995 à Ferrare, à Nice, en 1997 à Garnier, en 1999 et 2002 à Bastille.
Rudolf Noureev a aussi interprété le double rôle du précepteur Wolfgang et de Rothbart en 1985 au Palais Garnier, en 1986 à Washington et à New York, en 1987 à Copenhague, en 1988 à nouveau à Garnier, New York et Washington, en 1989 au Grand Palais à Paris et au Festival d'Athènes, en 1990 à la Scala de Milan.

## Version Bart-Barenboim (Berlin)
Une version plus récente (1998), disponible chez Arthaus Musik, est la chorégraphie de Patrice Bart réalisée au Deutsche Staatsoper de Berlin avec le corps de ballet du Deutsche Staatsoper de Berlin et la Staatskapelle de Berlin sous la direction de Daniel Barenboim. La mise en scène est intelligemment transposée au temps de la Belle Époque. La reine mère du prince Siegfried est beaucoup plus développé que dans les autres versions, passant d'un personnage quasi absent à une mère jalouse prête à tout pour garder son fils auprès d'elle. Le comte von Rothbart subit lui aussi une transformation, en devenant le ministre de la reine qui participe au complot qui servira à la méprise du prince. Il bénéficie également d'une variation avec la reine interprété sur la danse russe. Le ballet se termine sur le prince mourant après s'être battu avec Rothbart et la reine restant seule, se rendant compte qu'en voulant garder son fils sans le vouloir elle l'aura perdu. 
- Distribution des rôles principaux :
  - Odette/Odile : Steffi Scherze
  - Prince Siegfried : Oliver Matz
  - La mère de Siegfried/la Reine : Bettina Thiel
  - Rotbart : Torsten Handler
  - Benno von Sommerstein : Jens Weber

## Versions dérivées

### Version Neumeier: Illusions – LikeSwan Lake(Hambourg)
Une élaboration sur le thème du Lac des cygnes est celle du chorégraphe américain John Neumeier. Créé en 1976, le ballet a été filmé en mai-juin 2001 à l'Opéra d'État de Hambourg et est sorti en 2002 chez EMI DVD. L'Orchestre symphonique de Hambourg et la troupe du ballet de l'Opéra de Hambourg sont conduits par Vello Pähn (en), tandis que Stefan Czermak (de) joue le violon solo.
Les danseurs solo sont Jirí Bubenícek, Elizabeth Loscavio, Anna Polikarpova, Carsten Jung, Alexandre Riabko, Silvia Azzoni, Anna Grabka, Lloyd Riggins, Laura Cazzaniga, Jacek Bres, Peter Dingle.
Dans un bonus de ce DVD, John Neumeier explique qu'il s'est inspiré de la vie du roi Louis II de Bavière pour construire un ballet qui reprend et étend le Lac des cygnes. Les ajouts nombreux sont supportés par de la musique puisée dans l'œuvre de Tchaïkovski. Par contre, les actes II et IV de l'œuvre originale sont respectés.
Un autre cadeau appréciable de John Neumeier sur ce DVD est une bande son séparée dans laquelle il commente tout le ballet, expliquant le pourquoi et le comment de chaque scène et attirant l'œil du spectateur sur des questions techniques de danse qui seraient passées inaperçues autrement. On apprend à cette occasion que dans la version classique de ce ballet, les actes I et III ont été chorégraphiés par Marius Petipa tandis que les actes II et IV l'ont été par Lev Ivanov. Marius Petipa, alors au sommet de la gloire, ne s'intéressait qu'aux mises en scène brillantes. Il demanda à Ivanov de s'occuper des deux autres actes. Et c'est bien ce à quoi on assiste : une succession de morceaux de bravoure dans la chorégraphie de Petipa, un travail de groupe destiné à tout le corps de ballet dans les actes II et IV. Étape importante, car la chorégraphie de ces actes II et IV signe l'acte de naissance du ballet abstrait.

### Version Bourne (Londres)
En 1995, Matthew Bourne crée à Londres un nouveau ballet qu'il intitule Swan Lake. C'est une relecture complète du ballet de Tchaïkovski-Petipa-Ivanov. La version DVD date de la même année ; elle est produite par la BBC et NVC Arts.
- Distribution :
  - Le cygne : Adam Cooper
  - Le prince : Scott Ambler
  - La reine : Fiona Chadwick

Le New Philharmonic Orchestra est dirigé par David Lloyd-Jones.

### Swan Lake – Chinese top acrobatic show (Shanghai)
Il s'agit d'une version réalisée par le Guangzhou Military Performance Group qui est une prestigieuse troupe d'acrobates.
L'argument du ballet de Tchaïkovski est assez fidèlement suivi, avec quelques scènes dansées de manière classique (principalement dans les actes II et IV d'Ivanov) tandis que les actes I et III sont l'objet de démonstrations d'acrobaties à couper le souffle. Dans les actes II et IV, les pas de deux du Prince avec le cygne blanc sont exceptionnels.
La prise de vue, fort statique, est faite lors d'une représentation publique mais la bande son est enregistrée en studio. Elle est assez fade et les raccords entre les numéros musicaux sont médiocres.
- Distribution des rôles principaux
  - Cygne blanc : Wu Zhengdan
  - Prince : Wei Baohua
  - Cygne noir : Xu Weiyan
  - Aigle noir : Jin Weiyi
  - Roi des aigles noirs : Luo Hong
- Crédits 
  - Directeur général : Zhao Ming
  - Chorégraphie : Liu Jun / Li Yaping Dance&Art
  - Décors : Zhang Jiwen
  - Costumes : Li Ruiding

### Barbie enLac des cygnes(dessin animé)
Un dessin animé pour les très jeunes. Les bonus sont intéressants car ils expliquent aux enfants quelques notions élémentaires de danse classique. La musique est basée sur celle du ballet et quelques séquences sont dansées.
- Crédits :
  - Réalisateur : Owen Hurley
  - Scénario : Cliff Ruby  & Elana Lesser
  - Musique : Arnie Roth d'après Tchaïkovski
  - Décors : Walter P. Martishius
  - Produit par Mattel Entertainment & Mainframe Eentertainment

### Le lac des cygnesdeKimio Yabuki(1981)
Il s'agit d'un dessin animé réalisé par Kimio Yabuki et produit par Toei Animation. Il adapte très fidèlement le ballet en utilisant la partition de Tchaïkovski interprété par l'Orchestre symphonique de Vienne. On sent[Qui ?] une certaine influence du film Le Chat botté réalisé également par Kimio Yabuki,comme Rothbart qui est un calque du roi Lucifer dans le film de 1969. Il est disponible en VHS mais il est difficile à trouver en DVD.
- Crédits :
  - Réalisateur : Kimio Yabuki
  - Scénario : Hirokasu Fuse
  - Musique : Piotr Ilitch Tchaïkovski
  - Produit par Toei Animation et Soyuzmultfilm

## Liste des versions en DVD

### Version Kirov (1957)
Le prologue dépeignant la transformation d'Odette en cygne a servi d'inspiration à Darren Aronofsky pour la première séquence de Black Swan. 
- Crédits :
  - Réalisation : A. Toubenchliak
  - Orchestre National du théâtre du Kirov
  - Ballet Kirov de Leningrad
  - Direction musicale : Viktor Fedotov
  - Chorégraphie : Marius Petipa & Lev Ivanov
  - Danseurs :
    - Elena Evteïeva : Odile et Odette
    - D. Markovsky : Le prince Siegfried
    - Makhmud Esambayev : Le sorcier Von Rothbard

  - Distribué par Bach films

### Version de la télévision russe (1981)
Ballet enregistré pour la télévision russe en 1981 par le Bolchoï.
- Crédits :
  - Direction musicale : Algis Juraitis
  - Chorégraphie : Iouri Grigorovitch d'après Marius Petipa et Lev Ivanov.
  - Danseurs :
    - Maïa Plissetskaïa
    - Alexandre Bogatyriev
    - Boris Efimov

  - Distribué par Classound DVD (2005).

### Version Bolchoï (1983)
- Crédits :
  - Ballet et orchestre du théâtre du Bolchoï
  - Direction musicale : Algis Juraitis
  - Chorégraphie : Iouri Grigorovitch & I. Seleznev d'après Marius Petipa et Lev Ivanov
  - Danseurs :
    - Natalia Bessmertnova
    - Alexandre Bogatyriev

### Version danoise (1988)
- Crédits :
  - Danish national radio symphony orchestra
  - Direction musicale : Graham Bond
  - Chorégraphie : Natalia Makarova & Frederick Ashton d'après Marius Petipa et Lev Ivanov
  - Danseurs :
    - Evelyn Hart
    - Peter Schaufers
    - Martin James
    - Elizabeth Anderton
    - Johnny Eliasen

  - Mise en scène : Thomas Grimm
  - Enregistrement dans les studios de la radio danoise à Århus
  - Distribué par Arthaus Musik DVD.

### Version Mariinsky (1990)
- Crédits :
  - Chorégraphie : Constantin Sergueïev (1950), d’après Marius Petipa et Lev Ivanov.
  - Danseurs :
    - Youlia Makhalina : Odette-Odile
    - Igor Zelensky : le Prince Siegfried
    - Eldar Aliev : Rothbart

  - Corps de Ballet du Théâtre Mariinsky
  - Orchestre du Théâtre Mariinsky
  - Direction musicale: Viktor Fedotov
  - Enregistré au Théâtre Mariinsky en décembre 1990.
  - Distribué par Warner Music Vision

### Version suédoise (2002)
Une version, solide, bien pensée et très cohérente qui nous entraîne loin des mièvreries dans lesquelles tombent bien des productions.
Dans un bonus que l'on trouve sur ce DVD, le chorégraphe Peter Wright rend hommage à la danseuse Galina Samsova qui lui a fait connaître la tradition de l'Opéra de Kiev restée proche de la version originale de Petipa-Ivanov et qui lui a servi de guide. En particulier, Wright a revalorisé le rôle du prince. Dans un de ses articles, le critique renommé René Sirvin explique que le cortège funèbre qui apparaît pendant l'ouverture est celui du prince Siegfried, ce qui transformerait tout le ballet en un long flash-back. L'interview du chorégraphe Peter Wright nous apprend qu'il s'agit en fait du cortège funèbre du père de Siegried. De cette manière, nous comprenons pourquoi le prince Siegfried est obligé de monter sur le trône et de se marier.
- Crédits :
  - Orchestre et ballet de l'Opéra royal de Stockholm
  - Direction musicale : Michel Queval
  - Chorégraphie : Sir Peter Wright d'après Marius Petipa & Lev Ivanov.
  - Danseurs :
    - Nathalie Nordquist : Odette/Odile
    - Anders Nordström : Prince Siegfried
    - Marketta Kaila : la reine
    - Christian Rambe : Rothbart
    - Johannes Öhman : Benno

  - Enregistré le 24 mai 2002 à l'Opéra royal de Stockholm
  - Distribué par BBC en association avec Opus Arte DVD.

### Version du Royal Opera HouseLondres(2003)
- Crédits :
  - Orchestre : Sadler’s Wells Royal Ballet Orchestra
  - Ballet : Royal Opera House in Convent Garden
  - Direction musicale : Ashley Lawrence
  - Chorégraphie : John Michael Philips d'après Marius Petipa & Lev Ivanov.
  - Danseurs :
    - Natalia Makarova : Odette/Odile
    - Anthony Dowell : Prince Siegfried

### Version Scala de Milan (2004)
Cet enregistrement permet de conserver une trace de Svetlana Zakharova, l'une des danseuses les plus demandées et les plus applaudies de ce début de siècle, dans l'un de ses rôles fétiches. Roberto Bolle, également très populaire, s'en tire avec les honneurs dans le rôle du prince. D'un point de vue plus général, on retrouve la signature de la Scala quant à la mise en scène, le choix des costumes et de leurs couleurs. Pour certains numéros du premier acte, l'on ne sait si l'on assiste réellement à une représentation du Lac des cygnes, puisque l'ambiance est sensiblement la même que dans l'Acte I de Giselle au répertoire de la troupe[Quand ?].
- Crédits :
  - Ballet et orchestre de la Scala de Milan
  - Chef d'orchestre : James Tuggle
  - Chorégraphie : Vladimir Bourmeister & Lev Ivanov pour l'acte II
  - Danseurs :
    - Svetlana Zakharova : Odette/Odile
    - Roberto Bolle : prince Siegfried
    - Antonino Sutera : le Bouffon
    - Gianni Ghisleni : Rothbart
    - Sabrina Brazzo : la princesse
    - Flavia Vallone : la Reine

  - Distribué par TDK DVD (2005)
  - Enregistrement : le 14 avril 2004 au Teatro degli Arcimboldi (lieu temporaire des représentations pendant les travaux de restauration de la Scala).

### Version Opéra de Paris (2005)
Captation effectuée à l'Opéra de Paris le 18 juillet 1992. Il s'agit de la version dite classique du Lac des cygnes, avec notamment la présence du Bouffon. La prise de vue s'attache à mettre en valeur le travail d'ensemble du corps de ballet qui se compose de 32 cygnes, sans compter ceux qui exécutent les danses de solistes. Les décors soulignent l'aspect intemporel de ce conte. On s'interroge sur l'organisation archaïque des numéros des danses des cygnes à l'Acte II : ils sont présentés dans l'ordre I-V-IV-III-II-VII (sans le VI).
- Crédits :
  - Orchestre, Premiers danseurs et Corps de Ballet de l'Opéra national de Paris
  - Direction musicale : Jonathan Darlington
  - Chorégraphie et mise en scène : Vladimir Bourmeister d'après Marius Petipa et Lev Ivanov, réalisées par Patrice Bart
  - Danseurs :
    - Patrick Dupond : le prince
    - Marie-Claude Pietragalla : Odette/Odile
    - Eric Quillere : le bouffon
    - Olivier Patey : Rothbart

  - Réalisé en TVHD
  - Distribué par Bel Air DVD, 2005[1]

### Version de Noureev pour l'Opéra de Paris (2005)
Filmée également à Opéra de Paris Bastille en 2005. Il s'agit de la version Noureev de 1984
- Crédits :
  - Orchestre, Premiers danseurs et Corps de Ballet de l'Opéra national de Paris
  - Direction musicale : Vello Pähn
  - Chorégraphie : Rudolf Noureev
  - Mise en scène : Ezio Frigerio
  - Danseurs :
    - José Martinez : le prince
    - Agnès Letestu : Odette/Odile
    - Karl Paquette: Wolfgang (le tuteur)/Rothbart

  - Réalisé en TVHD
  - Distribué par Opus Arte DVD, 2007 (N° OA 0966 D)

### Version ABT de New York (2005)
Une version venue des États-Unis dont l'esprit reste très classique : les actes I et III sont une succession de solos. On découvre au troisième acte un solo de Rothbart issu en droite ligne du Swan Lake de Matthew Bourne. Les performances de Gillian Murphy et Herman Cornejo sont remarquables et la prise de vue d'excellente qualité.
- Crédits :
  - Orchestre du Kennedy Center Opera House
  - Direction musicale : Ormsby Wilkins
  - Chorégraphie et mise en scène : Kevin McKenzie d'après Marius Petipa et Lev Ivanov
  - Danseurs :
    - Gillian Murphy : Odette/Odile
    - Angel Corella : Prince Siegfried
    - Isaac Stappas and Marcelo Gomes : von Rothbart
    - Herman Cornejo : Benno

  - Distribué par Image Entertainment, 2005
  - Enregistrement public au John F. Kennedy Center for the Performing Arts, Washington, DC le 8 février 2005
  - Réalisé en TVHD.

### Version du Théâtre Mariinsky (2007)
Captation réalisée en juin 2006 à Saint-Pétersbourg, avec Ouliana Lopatkina dans le rôle principal. L'on croise également des ballerines comme Alina Somova, Evguenia Obraztsova ou encore Viktoria Tereshkina dans divers rôles de solistes. 
- Crédits :
  - Orchestre du Théâtre Mariinsky
  - Direction musicale : Valery Gergiev
  - Chorégraphie et mise en scène : Constantin Sergueïev (1950) d'après Marius Petipa et Lev Ivanov
  - Danseurs :
    - Ouliana Lopatkina : Odette / Odile
    - Danila Korsuntsev : Siegfried
    - Ilya Kuznetsov : Rothbart
    - Andreï Ivanov : le Bouffon

  - Distribué par Decca Record Company.

### Version du Zurich Ballet (2009)
- Crédits :
  - Opera House Orchestra
  - Direction musicale : Vladimir Fedoseyev
  - Chorégraphie et mise en scène : Heinz Spoerli d'après Marius Petipa et Lev Ivanov
  - Costume : Florence von Gerkan
  - Danseurs :
    - Polina Semionova : Odette / Odile
    - Stanislav Jermakov : Siegfried

  - Distribué par Bel Air Classiques